# Nemastylis
Nemastylis  es un género de plantas herbáceas, perennes y bulbosas  perteneciente a la familia de las iridáceas. Es originario de América desde Estados Unidos hasta Honduras. Comprende 42 especies descritas y de estas, solo 7 aceptadas.

## Descripción
Son plantas perennes estacionales con bulbos con túnicas pardas papiráceas. Hojas numerosas a solitarias, plegadas, lanceoladas a lineares. Tallo florífero desde simple hasta muy ramificado; ripidios 1 por rama; espatas internas generalmente más largas que las externas. Flores actinomorfas, sombreadas de azul a púrpura, ocasionalmente amarillas, estrelladas; tépalos libres, patentes, subiguales o los internos mucho menores; filamentos libres a enteramente unidos; anteras más largas que los filamentos, inicialmente erectas, colapsándose en espiral después de la dehiscencia; estilo corto, las ramas profundamente divididas casi hasta la base en brazos pareados filiformes extendidos horizontalmente entre las bases de las anteras, apicalmente estigmáticas. Cápsulas obovoide truncadas; semillas angulares.

## Taxonomía
El género fue descrito por Thomas Nuttall y publicado en Transactions of the American Philosophical Society, new series 5(6[1]): 157–158. 1837[1835].

## Especies aceptadas
A continuación se brinda un listado de las especies del género Nemastylis aceptadas hasta octubre de 2014, ordenadas alfabéticamente. Para cada una se indica el nombre binomial seguido del autor, abreviado según las convenciones y usos.	
- Nemastylis floridana Small, J. New York Bot. Gard. 32: 266 (1931).
- Nemastylis geminiflora Nutt., Trans. Amer. Philos. Soc., n.s., 5: 157 (1835).
- Nemastylis nuttallii  (1945).
- Nemastylis selidandra Ravenna, Onira 9: 48 (2004).
- Nemastylis tenuis (Herb.) S.Watson, Proc. Amer. Acad. Arts 18: 160 (1883).
- Nemastylis tuitensis (Aarón Rodr. & Ortiz-Cat.) Ravenna, Onira 11: 20 (2007).